# Dragoljub M. Dinić
Dragoljub M. Dinić (* 31. August 1881; † 20. Januar 1966 in Belgrad) war ein serbischer General und jugoslawischer General-Major, Professor und Schriftsteller.
Dinić war Teilnehmer der Balkankriege und des Ersten Weltkrieges.
Am 28. Juni 1927 zum Brigadegeneral befördert, war er von 1926 bis 1937 Professor im Fach Waffentechnik an der Militärakademie im Königreich Jugoslawien in Belgrad. Unter seiner Autorschaft wurde unter anderem 1936 das Lehrbuch der Militärakademie für Militärtechnik herausgegeben. Nach dem Zweiten Weltkrieg wurde er von 1945 bis 1946 als Professor der Militärakademie der Jugoslawischen Volksbefreiungsarmee reaktiviert und unterrichtete dort an der Infanterieschule (Pešadijsko vojno učilište).
Dinić war Träger aller höchsten militärischen Auszeichnung Serbiens und Jugoslawiens.
An der Befreiung des sogenannten Altserbiens und an der Besetzung Albaniens beteiligt, lieferte die Beschreibung der militärischen Kampagne zur Einnahme Nord-Albaniens und der Operationen zwischen Prizren und Durazzo Einblicke in das Kriegsgeschehen und die euphorischen und patriotischen Eindrücke der serbischen Soldaten bei der „Befreiung des Kosovo“.

## Laufbahn
Dragoljub Dinić wurde am 31. August in Kragujevac geboren. Er war der Sohn von Mijajla und Stevane Dinić. Das 7-jährige Gymnasium beendete er in Kragujevac. Nach Beendigung der Militärakademie in Kragujevac diente er hier bis 1906 als Unteroffizier (Vodnik). Ab 1906 wurde er in der Vorbereitung zum technischen Artillerieoffizier in das Pulvermagazin Obiličevo abkommandiert. Die eigentliche zweisemestrige Ausbildung schloss er an der technischen Fakultät im belgischen Gent ab. 1908 zuerst in Obiličevo, wurde er Unteroffizier im Infanterieregiment (pešadijski puk) Car Lazar, und ab 1909 diente er bis zum Ersten Balkankrieg im Infanterieregiment XIX. Noch vor dem Krieg hatte er die Infanterieschule in Ripanj besucht.

### 1912–1918

#### Albanische Expedition
Im Ersten Balkankrieg war Dinić als Kommandant des XIX. Infanterieregiments in den Regionen Podujevo und Priština in den Kämpfen beteiligt. Als stellvertretender Stabschef der Schumadinisch-Albanischen Abteilung marschierte diese durch Albanien und war in die Kampfhandlungen um Lezha verwickelt.
In Durrës wurde er als Stabskommandant der Abteilung, danach Kommandant des 2. Bataillons des XIX. Regiments zwischen Durrës und Kumanovo.
Während des Zweiten Balkankrieges war Dinić mit dem XIX. Infanterieregiment in den Kämpfen an der Zletovska reka, Kriva Palanka und Kiselice sowie Gramadi beteiligt. Von der Obersten Heeresleitung zitiert, wurde er für eine vorgezogenen Beförderung zum Major vorgeschlagen. Während des albanischen Aufstandes 1913 wurde Dinić als Kommandant im XIX. Infanterieregiment in der Grenzregion um den Ohridsee und Struga eingesetzt. Am 13. September 1913 erlitt er bei diesen Kämpfen eine Verwundung.
Die unter patriotischen Gesichtspunkten niedergeschriebenen Eindrücke des Krieges zeichnen die Sicht der serbischen Soldaten in der „Befreiung des Kosovo“ mit patriotischen Worten auf:

„Nach der Rache für das Amselfeld und dem feierlichen Einzug der Truppen der Šumadinischen Division in die Zarenstadt Prizren, marschierte unsere 19. Einheit in den Hauptstraßen Prizrens […] während ein eisiger Wind […] Schnee und einen harten Winter im Anblick des Mitrovdan (26. Oktober nach dem Julianischen Kalender) vorhersagte.“

Die Euphorie und Atmosphäre bei den Soldaten beschrieb Dinić im Tenor der Revanche am osmanischen Reich und Wiedergutmachung der Niederlage von 1389:

„Die Offiziere und Soldaten strahlen von den sehr frischen Eindrücken des feierlichen Sieges...alle sind überglücklich und stolz ... und unsere stolzen Falken vom Stern der Vorhersehung und dem Stern Karađordes (Anm. militärischer Orden) geleitet, vernahmen kurz nachdem sie zuerst ihre Flügel um Prizren gesenkt hatten, die lautstarke Losung: "Los zum Meer, zur Adria!", auch beschrieb er die weiter reichenden territorialen Ambitionen: Die Nachfahren der Serben, die auf dem Amselfeld besiegt worden waren, sind jetzt so, als ob sie vom Himmel gestiegen kommen...und wollen über die albanischen Rücken und verschneiten Alpen, über die Banditengleichen Nester der Arnauten (Anm. Synonym der Skipetaren) den ritterlichen Steg Serbiens bis zur Adria ziehen.“

#### Erster Weltkrieg
In den Kämpfen des Ersten Weltkrieges 1914–1915 war Dinić Kommandant des Zweiten Bataillons des XII. Infanterieregiments der Schumadinischen Division (Šumadijska Divizija I. Poziva) der Ersten Serbischen Armee. Dabei war er an allen Kämpfen der Division beteiligt. In der Schlacht von Cer hatte die Divioson den Österreichischen Brückenkopf bei Šabac abzuriegeln. Des Weiteren war Dinić an den Kämpfen um Lazarevac, Smederevo, Smederevska Palanka, Belgrad und Blace beteiligt. Am 11. Oktober 1915 wurde er bei Smederevska Palanka leichter verwundet, am 1. November 1915 erlitt er in den Rückzugsgefechten der Serbischen Armee bei Blace eine schwere Verwundung. Damit geriet er auch in deutsche Kriegsgefangenschaft. 1916 wurde er als schwerer Kriegsinvalide eingetauscht und kam zur Rehabilitation nach Rom und Paris. 1917 formierte Dinić in Marseille als Kommandant das Erste Jugoslawische Bataillon amerikanischer Freiwilliger. 1917 und 1918 war er zugleich der Chef der Serbischen Kriegsgefangenen Sektion. Während seines Paris-Aufenthalts studierte er noch politische Wissenschaften an der Ecole liber des sciences politiques.

#### 1919–1941
Nach seiner Demobilisierung kommandierte Dragoljub Dinić den Militärbezirk Kragujevac für fünf Jahre. Nach einer kürzeren Pensionierung von zweieinhalb Monaten ließ er sich reaktivieren und war seit 1924 an der Militärakademie (seit 1926 als Professor) und unterrichtete im Fach für Militärtechnik. 1924 wurde er persönlicher Älterer Adjutant von König Alexander I. In seiner universitären Laufbahn publizierte Dinić Bücher zur Militärtechnik aber auch zur Offiziersschulung (Pešadijski posetnik, 1904, Savremena ratna tehnika, 1920 und 1928, Poznavanje naoružanja, 1937). Er war Gründer der Zeitschrift Vojni Vesnik (1920–1940) und Herausgeber des Vojničkog Glasnika (1928–1937). Darüber hinaus kandidierte Dinić auch als Abgeordneter der Kriegsveteranen und Kriegsinvaliden in der Skupština.

## Familie
Dragoljub Dinić war mit Stojka Dinić (geborene Mijalković) verheiratet und hatte vier Kinder (Ljubica, Stevka, Milanka und Vojislav). Seine Tochter Ljubica Cikovac (* 1. März 1910 in Kragujevac; † 9. September 1981 in München), war mit dem serbischen Gardehauptmann und britischen Major Pavle Cikovac (* 27. August 1907 in Ruma; † 15. Juni 1991 in München) verheiratet.
Dragoljubs Bruder, Milivoje (1887–1918), war der bekannte Offizier und Vojvode Mirče od Preševa. Milivoje war im Ersten Weltkrieg an der Balkanfront beim Durchbruch auf den Kajmakčalan beteiligt.
Er führte am 30. September in der Operation um den strategisch höchsten Punkt der Mazedonischen Front den Gipfel des Kajmakčalan (2521 m) das 3. Bataillon der 4. Jugoslawischen Freiwilligen Abteilung in der Schlacht am Kajmakčalan an, den seine Abteilung letztlich gegen die Bulgaren einnehmen konnte. Milivoje Dinić starb während der Operationen im Durchbruch der Mazedonischen Front zwischen dem 15. und 18. September 1918 und ist auf dem Alliierten Soldatenfriedhof Zeitenlik (Reihe 108) in Thessaloniki beerdigt.

## Auszeichnungen
Dinić wurde mit allen Orden König Peter I. ausgezeichnet, der Medaille für militärische Fähigkeiten, der goldenen Medaille für Tapferkeit, dem Karađorđe-Stern mit Schwertern III. und IV. Stufe, dem Orden des Heiligen Sava IV. und III. Stufe, dem Orden des Weißen Adlers V. und IV. Stufe, dem Orden der Jugoslawischen Krone III. Stufe, der tschechoslowakischen goldenen Medaille mit Löwe und Schwertern und der Polnischen Vereinigungsmedaille.

## Werke
- mit Miloš Obradović: Pešadijski potsetnik, Kragujevac 1904
- Pred sutrašnjem ratom, Beograd 1906
- Opasnost od Pangemanizma, Kragujevac 1912
- Atlas i kratko uputstvo za upotrebu topografskog ključa, Kragujevac 1912
- Savremena ratna tehnika, Kragujevac 1920
- Prvi put kroz Albaniju sa šumadijskim albanskim odredom 1912. Prizren-Drač, Kragujevac 1922
- Vaspitanje i disciplina, Kragujevac 1923
- Savremena ratna tehnika ca naoružanjem vojske Kraljevine Srba, Hrvata i Slovenaca i njenih suseda, Belgrad 1928
- Atlas za nauku o oružju, Belgrad 1928
- Nauka o oružju, Belgrad 1930
- Poznavanje naoružanja Kraljevine Jugoslavije i njenih suseda, Belgrad 1936
- Moderno naoružanje, Belgrad 1938,
- Eksplozivi, Belgrad 1939